# Dorfkirche Rossow (Dosse)

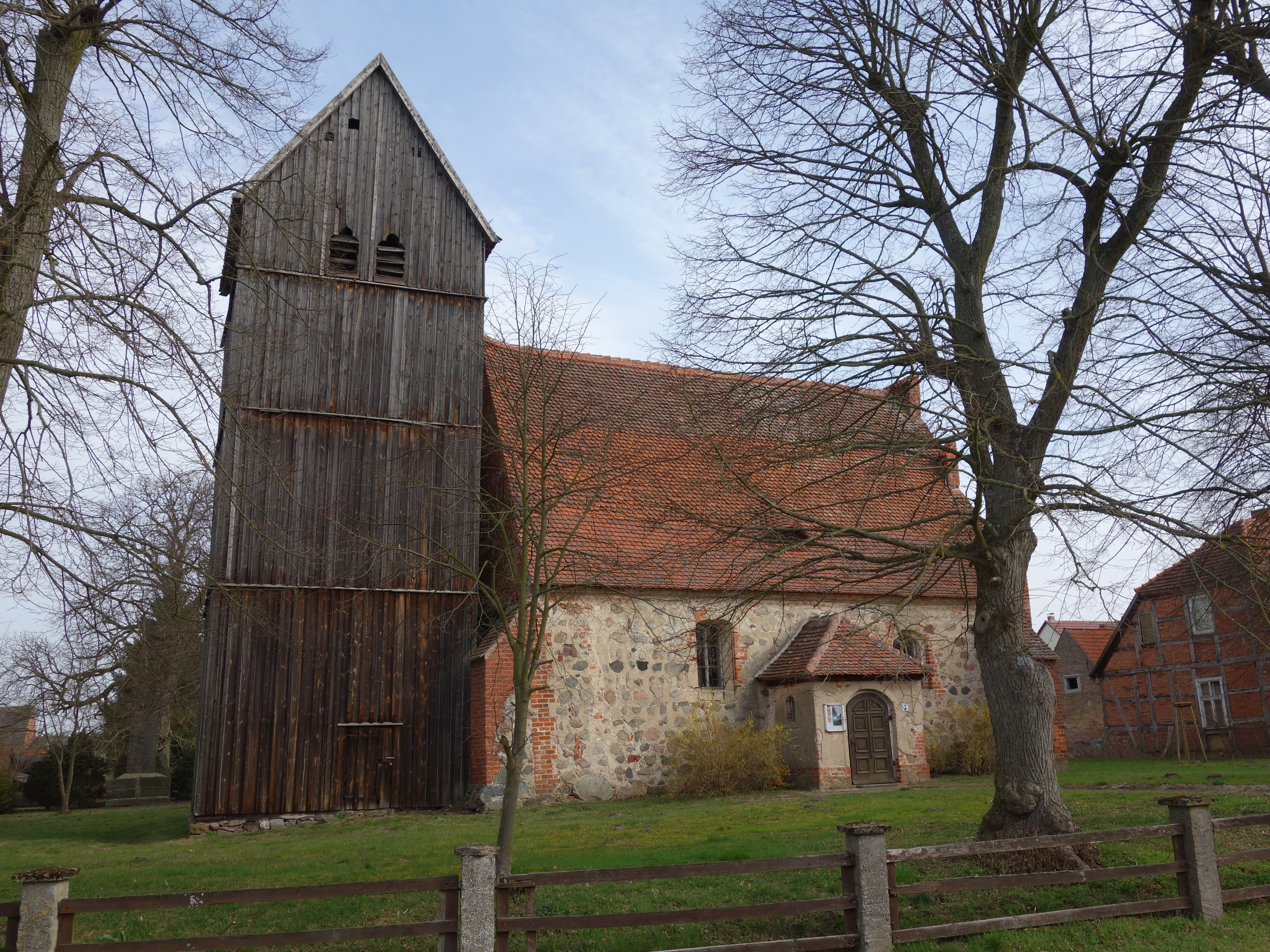
Dorfkirche Rossow (Dosse)

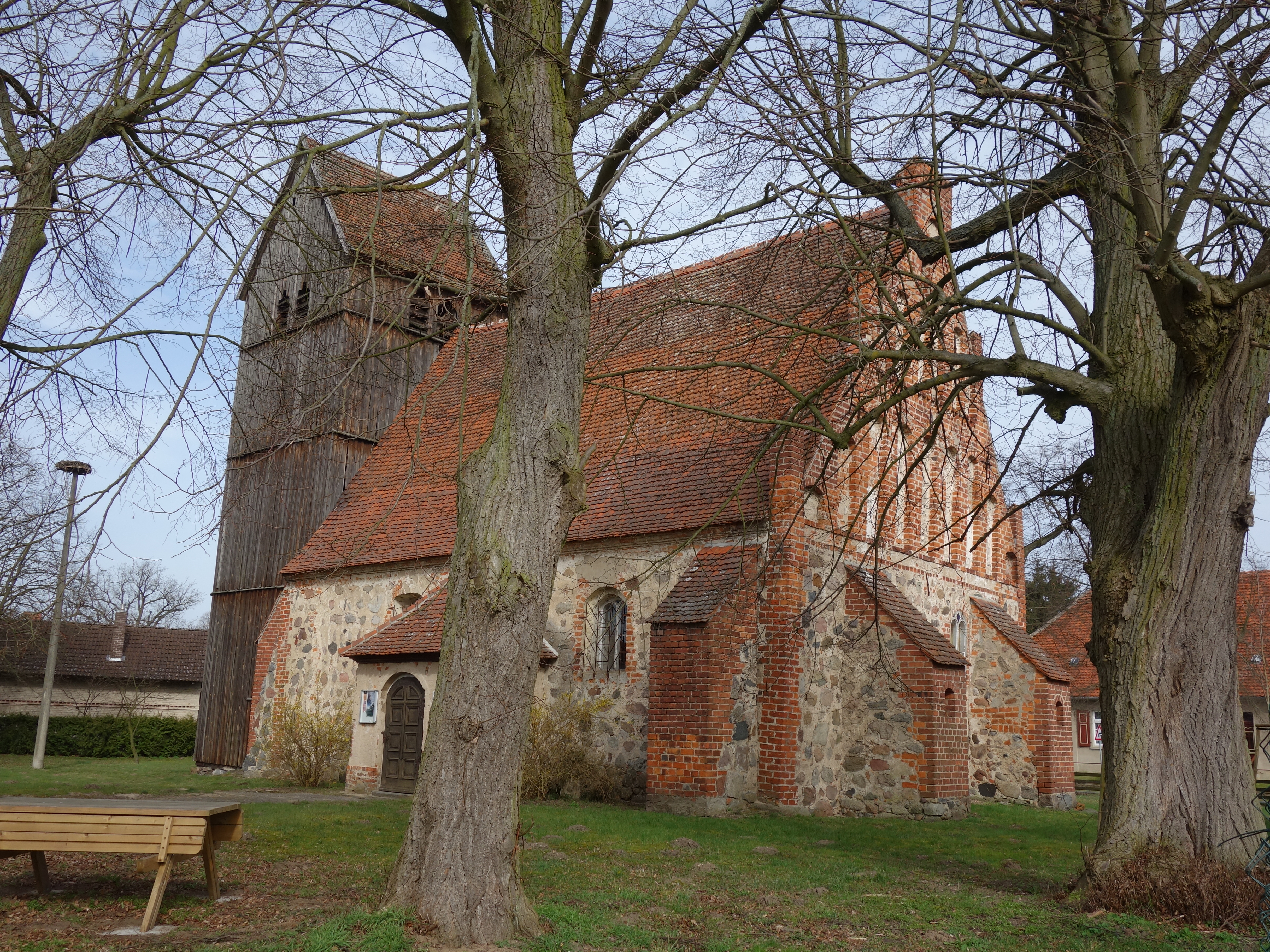
Südostansicht

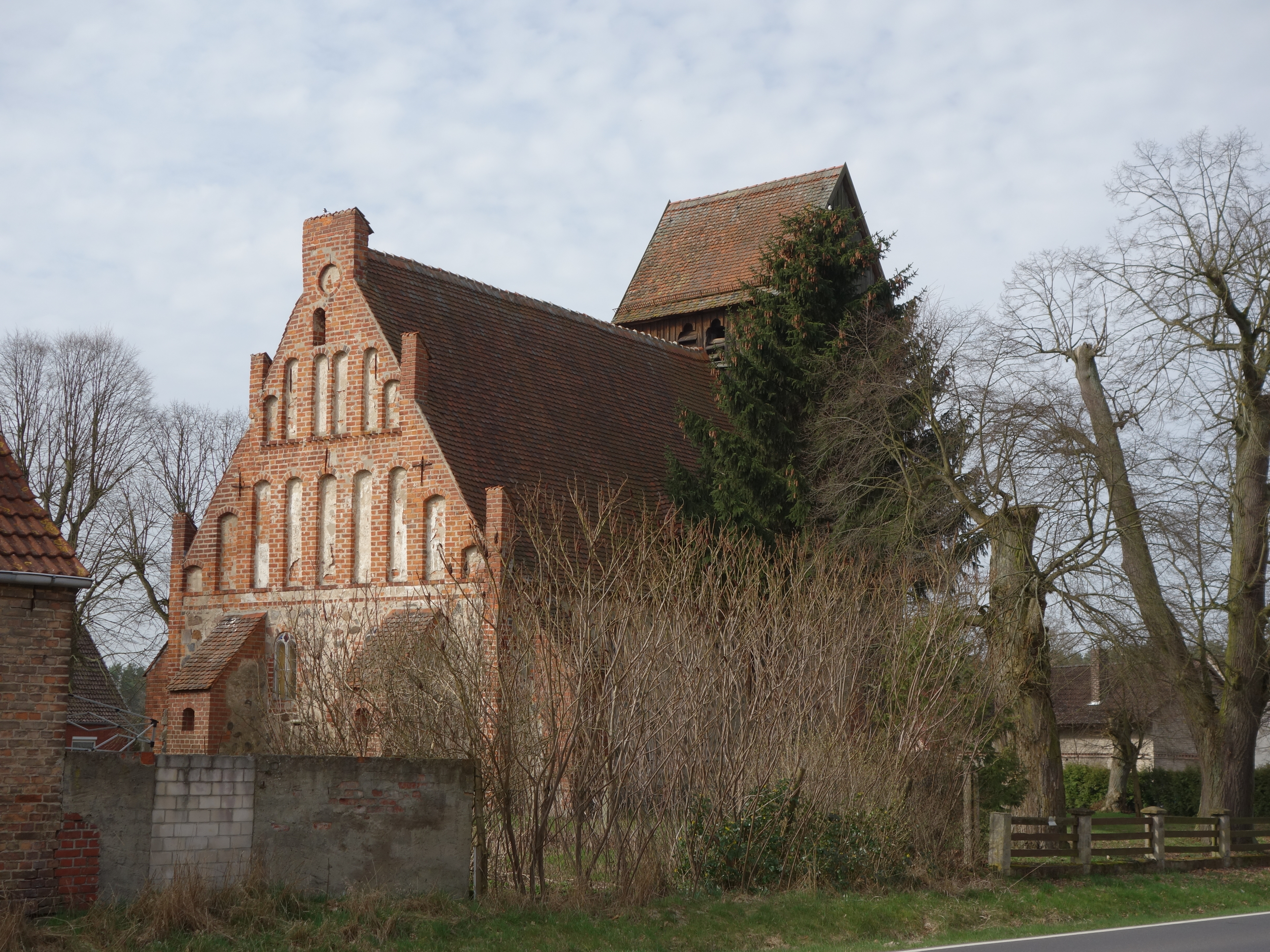
Ansicht von Nordost

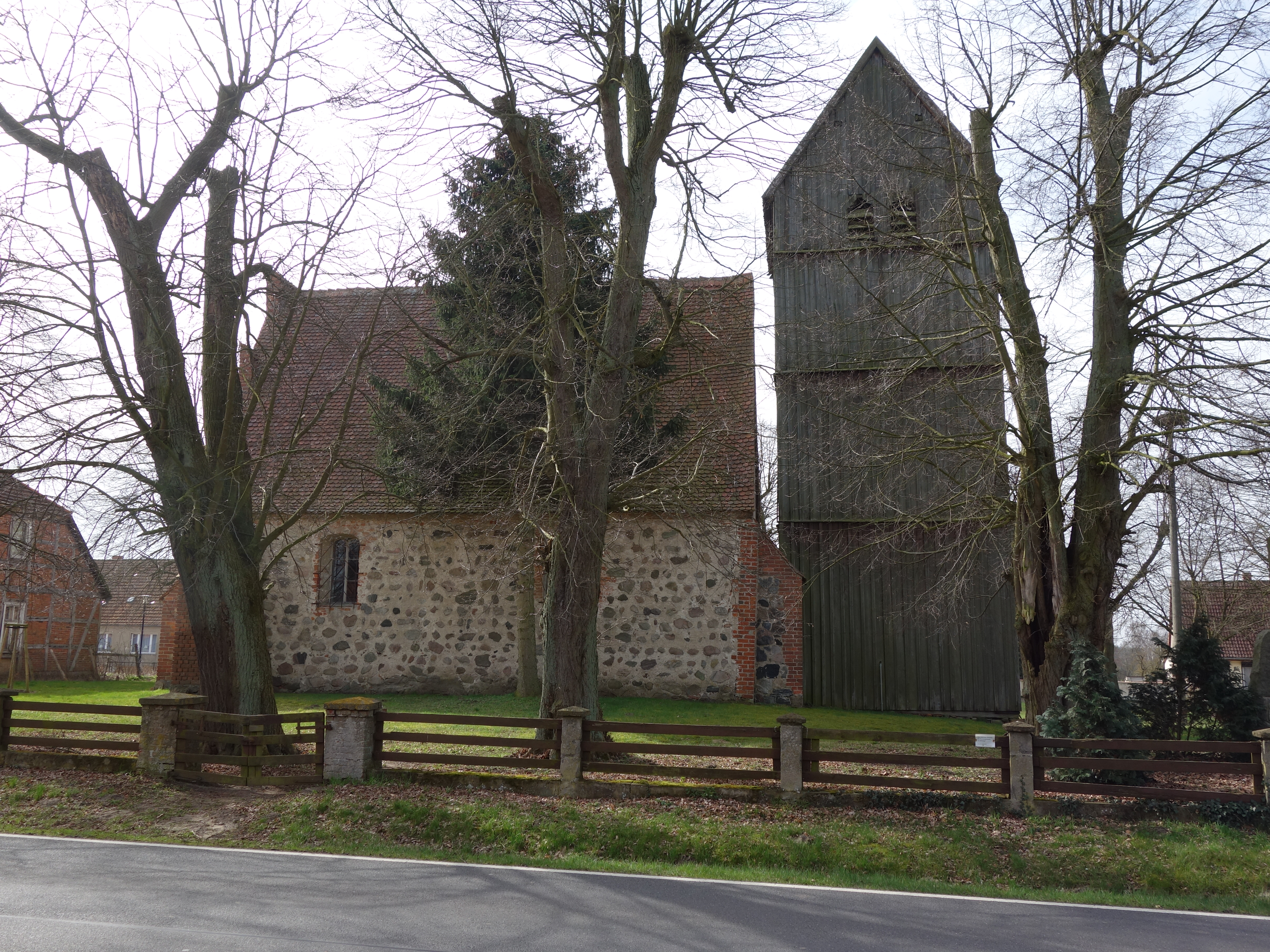
Ansicht von Norden

Die evangelische Dorfkirche Rossow ist eine spätgotische Feldsteinkirche im Ortsteil Rossow von Wittstock/Dosse im Landkreis Ostprignitz-Ruppin in Brandenburg. Sie gehört zur Kirchengemeinde Rossow im Kirchenkreis Wittstock-Ruppin der Evangelischen Kirche Berlin-Brandenburg-schlesische Oberlausitz, ist durch das wertvolle gotische Altarretabel aus dem 14. Jahrhundert bekannt und kann nach Anmeldung besichtigt werden.

## Geschichte und Architektur
Die Kirche ist ein schlichter spätmittelalterlicher Saalbau aus Feldstein mit Backsteinkanten vom Anfang des 16. Jahrhunderts; der westliche, freistehende verbretterte Glockenturm stammt von 1684. Auf der Südseite sind das durch die später angebaute Vorhalle verdeckte Portal und ein breitrundbogiges Fenster mit gestuftem Backsteingewände unverändert erhalten, die übrigen Fenster wurden 1710 korbbogig vergrößert, wie aus einer Inschrift innen über einem der Nordfenster hervorgeht. Ein steiler Ostgiebel in Backstein ist mit einer zweizonigen segmentbogigen Blendengliederung versehen, sein oberer Abschluss und die fialartigen Aufsätze wurden teilweise erneuert.
Das flachgedeckte Innere ist durch die großflächigen, anspruchsvollen Wandmalereien gekennzeichnet, die von einer Erstausmalung um 1520/30 stammen. Sie sind in mäßigem Zustand und wurden in den Jahren 1961–64 restauriert. Auf der Ostwand ist mittig eine große Kreuzigung dargestellt, darunter die Kreuzannagelung, -aufrichtung und -abnahme, ein Vesperbild und die Grablegung. Rechts oben ist eine Schutzmantelmadonna abgebildet. Die Längswände sind in drei horizontale Zonen gegliedert, die mittlere ist aus biblischen Szenen gebildet, in denen die Passion und die Verherrlichung Christi gegenübergestellt sind. Auf der Nordwand ist Jesus vor Pilatus und vor Herodes, die Geißelung und ein Schmerzensmann zu erkennen. Nahe der Ostwand, die Szenenfolge durchbrechend, sind Verrat und Selbstmord des Judas dargestellt; auf der Südwand sind Höllenfahrt und Auferstehung Christi zugeordnet. Es folgen dort die drei Frauen am Grabe, die Himmelfahrt Christi, Marienkrönung und Jüngstes Gericht, darunter eine Höllendarstellung mit Teufeln. Die Zonen ober- und unterhalb der gerahmten Bildfolgen sind mit reichem Rankendekor versehen; in der oberen sind zusätzlich Einzelfiguren abgebildet: auf der Nordwand (Frauenseite) weibliche Heilige sowie eine Madonna im Strahlenkranz und die Himmelfahrt der Maria Magdalena, auf der Südseite Apostel und männliche Heilige.

## Ausstattung
Vor der Westwand steht ein mächtiges Altarretabel aus regionalem Eichenholz, das nach dendrochronologischer Untersuchung zwischen 1304 und 1306 entstanden ist. Es ist kölnisch geprägt und wird als eines der bedeutendsten im Lande gewertet. Es wird angenommen, dass dies der ehemalige Hauptaltar des Havelberger Doms ist, der seit 1607 in Rossow aufbewahrt wird. Der Altar wurde 1961–64 restauriert und ergänzt, wobei auch die ursprüngliche Fassung weitgehend freigelegt wurde. 
Im Mittelteil des zweizonig gegliederten Schreins ist oben die Marienkrönung mit den Sitzfiguren von Christus und Maria dargestellt, zu ihren Füßen seitlich sind die Sitzlöwen des salomonischen Throns angeordnet, über ihnen Engel und Cherubim. Im unteren Feld findet sich eine Kreuzigungsgruppe vor Goldgrund, die mit den Halbfiguren der Propheten Jesaias und Jeremias in den oberen Ecken versehen ist. Der Mittelteil ist eingefasst von ebenfalls in zwei Reihen angeordneten Schnitzfiguren der zwölf Apostel, die Spruchbänder mit dem Credo halten, unter Spitzbogenarkaden, die in der oberen Reihe durch krabbenbesetzte Wimperge und Maßwerk geschmückt sind. Der breite Rahmen aus ornamentiertem vergoldetem Zinn mit eingelassenen Glasflüssen wurde vielfach ergänzt. Die architektonische Gliederung des Mittelschreins setzt sich auf den Innenseiten der Flügel in sorgfältig ausgeführter, feinlinig lasierender Malerei fort. Jeweils acht Heilige sind in zwei Reihen übereinander dargestellt, jedoch nur in Fragmenten erhalten. Die dem böhmischen Kunstkreis nahestehende Bemalung der Flügelaußenseiten wurde um 1400 erneuert. Acht Szenen aus dem Leben Christi sind abgebildet; eine ähnliche Hand ist auch in der Glasmalerei des magdeburgisch-altmärkischen Raums nachzuweisen.
Zwei Glocken sind im Turm erhalten geblieben. Die kleinere Glocke wurde im Jahr 1717 umgegossen, die größere stammt angeblich aus der Kirche in Priebs bei Wittstock und wurde 1489 gegossen.